# Tmesisternus speciosus
Tmesisternus speciosus es una especie de escarabajo del género Tmesisternus, familia Cerambycidae. Fue descrita científicamente por Pascoe en 1868.
Habita en Papúa Nueva Guinea. Esta especie mide 14-20 mm.